# EA Sports FC 25
《EA Sports FC 25》是由EA Sports发行的足球游戏。它是EA Sports FC系列的第二部作品，也是EA Sports足球模拟游戏的第32部作品。该游戏由EA Sports开发，并于2024年9月27日全球发布，登陆任天堂Switch、PlayStation 4、PlayStation 5、Windows、Xbox One和Xbox Series X/S平台。预购终极版游戏的玩家可以在2024年9月20日提前开玩。
开发人员表示，本作引入了多项新功能，旨在提升游戏体验和玩家参与感。终极版封面展示了足球运动员詹路易吉·布馮、祖德·贝林厄姆、齐内丁·齐达内和大卫·贝克汉姆，而标准版封面则仅展示了祖德·贝林厄姆。

## 新特性

### FC IQ
这一代游戏对战术系统进行了全面革新，包括现代化的团队战术和更聪明的AI队友，使玩家能够更有效地制定球队策略，让游戏体验更加动态。玩家现在可以模仿著名教练的战术，并在比赛过程中流畅地调整阵型。

### 球员角色
本作引入了球员角色的概念，增强了球员在团队策略中的定位。这一新特性确保玩家有效利用球员优势，这使得球队人员构成比前几代游戏更加重要。

### 门将机制
游戏新增了许多关于门将的游戏机制，让这一位置更有深度，还给门将位置增加了多种不同的比赛风格。

### Rush模式
玩家可以与好友组队，在新的rush模式中竞技，这大大增加了游戏的竞争性。此模式取代了在《EA Sports FC 24》中出现的VOLTA模式。

## 授权的比赛
欧洲冠军联赛、欧洲女子冠军联赛、欧洲联赛和欧洲协会联赛回归游戏。英超联赛、西甲联赛、意甲、德甲、法甲、阿根廷足球甲级联赛、葡萄牙足球超级联赛、沙特职业足球联赛和美国足球大联盟等38个联赛都会出现在游戏中。

## 授权的俱乐部
《FC 24》中的大多数俱乐部均回归，除了意甲俱乐部国际米兰、拉齐奥、亚特兰大和AC米兰以及比利时国家队和加拿大女子国家队（EA 已失去它们的授权）。意甲俱乐部罗马和那不勒斯分别时隔四年和两年重返游戏。此外，上次出现在FIFA 22中的希腊俱乐部——2023-24年欧协联冠军奥林匹亚科斯足球俱乐部也将回归，还有11届阿塞拜疆超级联赛冠军卡拉巴赫队，他们从未出现在之前的任何FIFA/FC游戏中。芬兰女子国家队首次亮相FC系列游戏。拜仁慕尼黑和巴塞罗那分别自FIFA 20和FIFA 17起便开始在通用体育场进行比赛，因为这两家俱乐部的球场都是KONAMI的eFootball独有的。

## Ultimate Team
在游戏发布前，EA Sports宣布了一套初始英雄卡的成员——这些卡片展示了退役球员的特殊时刻，采用漫画艺术风格，并与某个联赛相关联，以便增强团队默契度的使用。除了外，所有英雄卡都是新的。同样，超级英雄卡（退役球员的卡片，描绘他们巅峰时期的评分）在Ultimate Team中延续，只与其所属国家相关联以便于增强默契度。新增的八位超级英雄是詹路易吉·布冯、洛塔·谢林、朱莉·福迪、利利安·图拉姆、纳蒂恩·安格雷尔、宫间绫和马里内特·皮雄。

## 职业生涯模式
FC 25生涯模式为玩家提供身临其境的足球经理体验。玩家扮演足球俱乐部经理，带领球队度过不同的赛季。玩家可以就球员转会、训练方案和战术做出重要决定，同时管理俱乐部的财务并建立忠实的球迷基础。该模式描绘了逼真的球员成长历程，可以将年轻的天才培养成明星，但不断的竞争和董事会的期望增加了这一挑战的难度。随着一场场比赛的进行，取得成功的压力会越来越大。在该模式下，玩家努力带领俱乐部走向辉煌，这段充满成功和挫折的旅程相当引人入胜。

## 试玩版
2024年12月5日EA Sports发布了《FC 25》的试玩版，包含有限的Kick Off和Rush模式，玩家可以选择一些俱乐部和队伍进行体验。这是自FIFA 20以来第一款包含免费可玩版本的EA开发的足球游戏。

## 评价
《EA Sports FC 25》在各大平台上都获得了“普遍好评”，尤其是PlayStation 5版本；但Xbox Series X和Xbox Series S版本则收到了一些“褒贬不一或一般”的评价。此外，根据OpenCritic的数据，68% 的评论家推荐这款游戏。它还在2024年游戏大奖获得了“最佳体育/赛车游戏”奖项，并获得了2025年D.I.C.E.奖的“年度体育游戏”提名。

## 外部連結
- EA Sports FC 25香港区官方网站（繁體中文）